# إيما باريت مولوي
إيما باريت مولوي (بالإنجليزية: Emma Barrett Molloy)‏ هي ناشِطة وصحفية أمريكية، ولدت في 17 يوليو 1839 في ساوث بند في الولايات المتحدة، وتوفيت في 14 مايو 1907.